# 庄内の乱
庄内の乱（しょうないのらん）は、慶長4年（1599年）に日向国庄内（現在の宮崎県都城市及びその周辺）で起きた、島津氏とその重臣である伊集院氏との争乱である。この乱は、島津氏家中最大の内乱であり、最終的には徳川家康の仲介により解決に至ったものである。また、慶長の役直後、関ヶ原の戦い直前の大乱であり、島津氏が関ヶ原の戦いに大軍を送れなかった原因になったともいわれている。

## 経過

### 伊集院忠棟の斬殺
慶長4年（1599年）3月9日、伏見島津邸において島津忠恒が伊集院忠棟を斬殺した。伊集院忠棟は、島津義久の筆頭家老であり、島津氏の九州制覇のため活躍した功臣である。豊臣秀吉の九州征伐の際は、豊臣氏と島津氏の兵力の違いを認識し早期降伏を主張した。降伏後は自ら人質となり上洛し戦後処理にあたり、島津氏の存続に貢献した。そのため、島津家の代表的家臣と認められ、戦後処分でも秀吉から直接肝付一郡を拝領した。
文禄3年（1594年）、島津家領内で検地が行われると、伊集院氏は豊臣秀吉から朱印をもって都城8万石を給された。それまで都城を領していた北郷氏は北郷忠能が幼少であったことと、朝鮮出兵で軍役の不足があったこともあり、祁答院へ移され石高も6万9千石から3万7千石へ減らされた。また、忠棟は秀吉から直接命令を受け、検地後の知行配分の責任者となった。このため家中の不満は忠棟に集中し、家中を乱す「佞人」であるとも呼ばれた。また伊集院氏の伏見の邸は島津氏宗家のそれよりも大きく、国元では島津氏宗家を乗っ取ろうとしているという風評もたった。
島津忠恒は、島津氏宗家当主・義久の弟である島津義弘の三男であったが、義久に男子無く、また、忠恒の兄（鶴寿丸・久保）が若くして死去したため、義久の三女である亀寿と結婚し、島津氏宗家の後継者となった。
豊臣秀吉の死後、朝鮮から帰国した忠恒に石田三成もしくは徳川家康が伊集院忠棟に叛意があることを伝えたという『日州庄内軍記』の記述があるが、それを裏付ける同時代史料はない。島津氏宗家相続の際、伊集院忠棟は義久の次女である新城の婿、島津彰久を推奨しており、忠恒にとって忠棟は憎悪の対象であったといえる。また、朝鮮の役で出陣した忠恒らの遠征軍に対して、国元からの補給が満足に行われなかった。忠棟は朝鮮に出陣しておらず、忠恒らは補給不足の原因が忠棟にあると考えていた｡ことなどもあり島津氏家臣からも深く恨まれていた。そこで忠恒は、義久、義弘の留守中に忠棟を呼び出し斬殺に到ったものである。
島津氏にとっては家臣であるとはいえ、朱印をもって都城8万石を給されている、つまり豊臣政権側からは島津氏から独立した大名として扱われていた忠棟を殺害したことは、豊臣政権に対する反逆ともとれる行為である。忠恒は高雄山神護寺で謹慎した。また忠棟の妻子は東福寺へ移った。当時実権を握っていた徳川家康は、主君は反逆した家臣を成敗できるとして忠恒の行為を支持し、その結果忠恒は島津邸へ戻った。
義久は、忠棟殺害は忠恒の独断によるものであり、自分は全く関与していないと石田三成に弁明している。しかし、後世の史料であるが『庄内陣記』には義弘・忠恒が共謀し義久が同意を与えたという記述があり、また、翌月の閏3月3日義久は、都城への通行を遮断し、島津氏家臣へ忠真に味方しないよう家臣から起請文を取っている。

### 伊集院忠真の篭城
忠棟の嫡子である伊集院忠真は都城近郊の大川原山で狩りの最中だったが、父が斬殺されたことを伝えられて馳せ戻り、一族や家臣と合議した結果、叔父の伊集院新右衛門は旧領の安堵を請うべきとしたが、元・紀州根来寺の僧で、広済寺住職となっていた客将の白石永仙は徹底抗戦を主張、結局は永仙の言を入れ島津氏宗家に対し反旗を翻すことに決定したとされている。
一方、忠真が6月18日に川上忠智に送った書状では、「父の死後、すぐに義久様の元に伺いました。義弘様と忠恒様の命に従うつもりであることを申し上げたが、義久様は全く納得せず、庄内への通行を禁止しておられる。私も父同然に扱われるつもりのようで、（知行地の）境目に放火している」とあり、義久が伊集院氏を滅ぼすつもりであったと主張している。忠真はこの書状で義弘の調停を依頼しているが、義弘は忠真に降伏を勧告している。
都城は、都之城を本城とし、恒吉城、梅北城、志和池城、梶山城、勝岡城、山之口城、月山日向城、安永城、野々美谷城、末吉城、山田城及び財部城の12箇所の外城に守られており、容易に攻めることはできない。忠真は各外城の防御を厚くし一族や家臣を配置し守りを固めた。庄内軍記によれば、忠真の兵力は2万人と記されているが、実際は8千人程度であった（高城町史）。また、直接的な兵力ではないが、物資の援助などを島津氏と領地を隣接する加藤清正、伊東祐兵らが密かに行っている。このため、両者は島津氏から抗議を受けている。

#### 12外城の所在地と城将
- 梅北城　宮崎県都城市梅北町
日置善左衛門、日置覚内、渋谷仲左衛門、簗瀬何某
- 志和池城　宮崎県都城市上水流町
伊集院掃部介春成、園木治右衛門
- 安永城　宮崎県都城市庄内町
伊集院五兵衛、伊集院如松、白石永仙、中村平太夫
- 野々美谷城　宮崎県都城市野々美谷町
有田屋大炊左衛門、古垣大炊介忠時、古垣与兵衛尉忠興
- 山之口城　宮崎県都城市山之口町
倉野七兵衛尉、樗木主水、樗木堅物
- 月山日和城　宮崎県都城市高城町
比志島式部少輔義智、比志島彦太郎、比志島久二郎、小牟田清五左衛門
- 山田城　宮崎県都城市山田町
長崎治部少輔、長崎休兵衛尉、中村与右衛門
- 梶山城　宮崎県北諸県郡三股町
野辺彦市、野辺金右衛門、谷口丹波、谷口伊予
- 勝岡城　宮崎県北諸県郡三股町
伊集院如辰、朝倉十助、中俣玄蕃
- 財部城　鹿児島県曽於市財部町
伊集院甚吉、猿渡肥前守
- 末吉城　鹿児島県曽於市末吉町
伊集院兵部少輔忠能、川崎源太夫、相良八郎左衛門
- 恒吉城　鹿児島県曽於市大隅町
伊集院宗右衛門、滝聞平三郎

### 島津忠恒の出陣
忠恒は、自ら乱を鎮圧するため、徳川家康の許可を得て本国へ帰国、6月に鹿児島を出立し、東霧島金剛仏作寺を本営とし庄内を攻めた。島津氏の一門、重臣がこれに従った。特に北郷氏は旧領回復の機会であり奮戦した。庄内軍記によれば、忠恒の兵力は10万人と記されているが、実際は3万から4万人程度であった（高城町史）。
家康は家臣の山口直友、引き続いて豊臣政権の九州方面の取りまとめ役であった寺沢正成を使者として遣わし、和睦を促したが成立しなかった。また、九州の諸大名にも島津氏を支援するため出陣を要請した。島津豊久、秋月種長、伊東祐兵、相良長毎、高橋直次、高橋元種、太田一吉、立花宗茂、小西行長などに出陣が命ぜられたが、このうち、島津氏の一門である島津豊久は既に出陣しており、また、家臣の反乱を討伐するのに他家の援軍を仰ぐことを潔しとしない島津氏が固辞したこともあり、実際に庄内まで軍勢を進めたのは、秋月種長、高橋元種、太田一吉であった。
忠恒は、緒戦で山田城を落とし入城した。次いで恒吉城を落としたがその後はなかなか戦果を挙げられず、戦いは膠着状態となった。その後、忠恒は、野之美谷と志和地の間の森田に陣を築き、志和地城を兵糧攻めにした。忠真は志和地城へ食糧を送り込もうとしたがうまくいかなかったので、城内の窮乏は甚だしかった。
一方、忠真側の智将白石永仙らの活躍により、忠恒側の死傷者も多数にのぼった。義久も出陣し、財部城（鹿児島県財部）を攻めたが落とすことはできなかった。

### 伊集院忠真の降伏
家康は再度山口直友を使者として遣わし調停を行った。直友は、義久と忠恒から「忠真が降伏すれば今までどおり召抱える。」という証文をとり、これを忠真に提示し降伏を促した。
慶長5年（1600年）2月6日、志和地城が降伏した。その後、他の外城も順次降伏し、忠真は、家康の調停を受け入れ、3月15日、降伏した。降伏後、忠真は頴娃1万石へ移され、後に帖佐2万石へ移された。都城には旧領主であった北郷氏が復帰し乱は終結した。
宮本義己は、乱が近隣大名の出勢や戦禍の拡大もなく収束を見たのは、島津氏が「内府」家康の調停を「公儀」のそれと合点したからで、伊奈や山口といった直臣に加え、寺沢のような「公儀取次」を使役し、紛争近隣大名の動員体勢を調えたうえでの調停であったわけで、その大儀も、下克上を否定し、天下の秩序を維持するという全国統治権に根ざした紛争鎮圧にあったから、秀吉による「惣無事」と全く同質の政策であったとし、豊臣政権の公儀（全国統治権）に根ざしたものと分析しており、山本博文の家康が庄内の乱に介入し「公儀」の立場を利用した勢力拡大を進めていくのであるとする解釈を家康が当初から秀吉の遺言を無視していたという通説に基因したもので一方的に過ぎると見なさざるを得ないと批判をしている｡
また毛利輝元が乱の解決に対処しようと、何らかの努力を試みようとしていたことが指摘されている｡
翌年の慶長6年、島津家では一向宗禁止令が出され（義久、義弘、忠恒の連名による正式な通達として）、その後の「かくれ念仏」の原因となった。この政策は、忠棟が熱心な一向門徒であったことが関係しているとする説がある。

### 伊集院氏の滅亡
乱終結後も、忠恒は忠真を警戒し続けた。事実、忠真は肥後国の加藤清正に対し仇を討つための助力を願う密使を送っている。しかしその密書を託された伊集院甚吉は忠恒に密書を渡した。忠恒のみならず家康も忠真に立腹したが、もはや島津の敵ではあるまいとこの場は許すに至っている。また、清正の方も忠真と連絡を取っていたことが発覚し、家康は清正にも立腹して上洛を禁じて領国での謹慎を命じ、会津征伐への参加を認めなかった。その結果、清正は関ヶ原の戦いとその前後の時期を主戦場から遠く離れた九州で戦うことになった。
しかし、関ヶ原の戦い後の慶長7年8月17日（1602年10月2日）、忠恒は上洛に際し忠真に同行を命じ、日向国野尻で狩りを催した際、これを射殺した。忠真は島津家臣の平田平馬（平田新次郎宗次）と馬を交換していたため、誤って平馬も殺された。対外的には忠真殺害も誤射として片付けられ、実行犯の押川治右衛門（押川則義）と淵脇平馬は切腹を命じられたが、計画的な暗殺だった。同日に忠真の母と弟三人も殺された。なお、平田平馬の死亡も、平田平馬の父・平田増宗がかつて島津家の家督に島津信久（久信）を推したことから、やはり忠恒による計画的暗殺の一環であったという説もある。信久擁立は、忠真が主導していたという。